# Titularbistum Carmeiano
Carmeiano (Cameiano) ist ein Titularbistum der römisch-katholischen Kirche.
Es geht zurück auf ein früheres Bistum in der Region Apulien in Südost-Italien, das der Kirchenprovinz Bari angehörte.
| Titularbischöfe von Carmeiano |                         |                                                            |                  |                 |
| Nr.                           | Name                    | Amt                                                        | von              | bis             |
| 1                             | Nikolaus Messmer SJ     | Apostolischer Administrator in Kirgisistan                 | 18. März 2006    | 18. Juli 2016   |
| 2                             | Joel Portella Amado     | Weihbischof in São Sebastião do Rio de Janeiro (Brasilien) | 7. Dezember 2016 | 31. Januar 2024 |
| 3                             | Eddy René Calvillo Díaz | Weihbischof in Santiago de Guatemala (Guatemala)           | 27. März 2024    |                 |